# Eulogio González Íscar
Eulogio González Íscar   (Pozaldez, 11 de març de 1818 - Valladolid, 17 de gener de 1897) va ser un militar i polític liberal espanyol, participant en les Guerres Carlistes i Ministre de la Guerra d'Espanya.

## Biografia
De família modesta, va ingressar en el cos d'infanteria l'any 1836, a l'escola de graus de Valladolid. Al segon any va ser destinat al cos d'exèrcit del centre contra els carlistes. Va participar en diverses accions de guerra on va ser ferit i va ascendir pel seu heroisme.
Sempre va estar a favor de les tesis liberals, primer al costat del General Espartero i després com a membre actiu en els pronunciaments promoguts pel General Prim. Va intervenir en la Revolució de 1868, en la qual va ser ascendit al grau de brigadier.
Va ocupar diverses capitanies generals, Capità General de València, Granada i País Basc, va ser nomenat Ministre de la Guerra pel govern republicà de Francesc Pi i Margall, cartera que va ocupar també amb Nicolás Salmerón. Nomenat Capità General de Castella la Vella el 6 de desembre de 1873, pel president del Govern de la República Emilio Castelar. Durant la restauració d'Alfons XII va ser detingut com a sospitós de conspiració republicana.
Va ser escollit senador en 1881 per Lleó, i en 1884 per Valladolid, sent ja tinent general. En 1885 va ser nomenat governador militar de Burgos, on va romandre fins a 1890, any en què va acabar la seva carrera militar. Es va casar tres vegades i va tenir cinc fills, dels quals només li van sobreviure dos.